# Latil (entreprise)
Pour les articles homonymes, voir Latil.

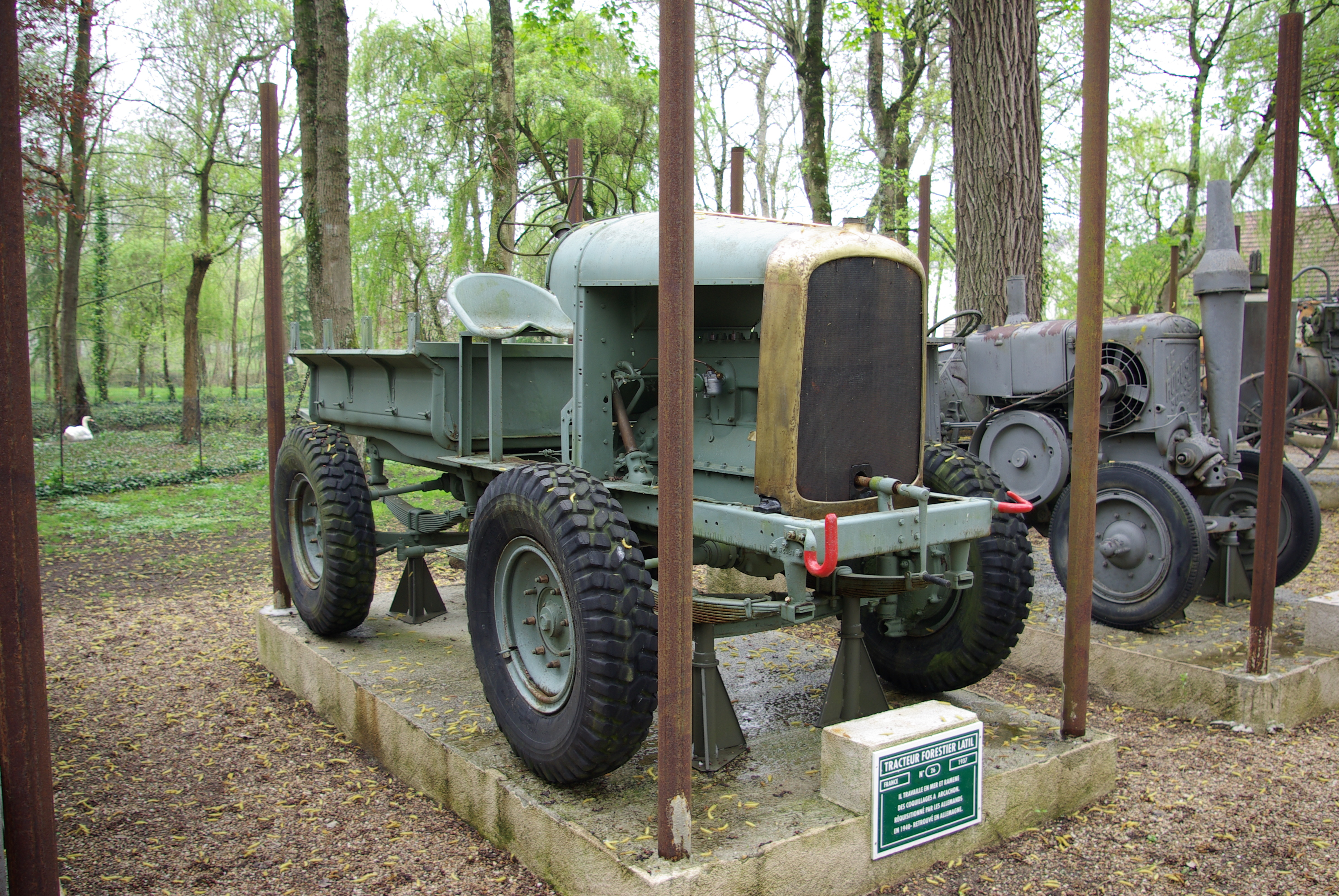
Tracteurs forestiers Latil 1937

Latil est une ancienne entreprise française fondée en 1897 qui a conçu et construit différents véhicules (automobiles, camionnettes, camions, tracteurs, autocars ainsi que des châssis d'engins agricoles, forestiers et coloniaux).

## Historique
La société Latil a été créée par Auguste Joseph Frédéric Georges Latil (1878-1961), ingénieur marseillais, qui exploite l'idée de son véhicule avec la société Avant-Train-Latil. La fabrication et la commercialisation sera poursuivie ensuite par diverses sociétés : Charles Blum & Cie, Automobiles Industrielles Latil, LRS Saviem, Latil Batignolles, et enfin Brimont SA. L’usine était située au 8, Quai du General-Gallieni, Suresnes (Seine) .
En 1897, Latil fait breveter le principe d'une transmission permettant d'actionner les roues à la fois motrices et directrices, procédé nommé « L'Avant-Train Latil ». Un an plus tard, il commence à construire des voitures et développe la traction avant sur le camion Blum-Latil. 
En 1908, Georges Latil et Charles Blum, fondent la « Compagnie Française de Mécanique et d'Automobile » (CFMA), à Levallois-Perret.
En 1912, Charles Blum, crée une société distincte, la « Compagnie Générale d'Entreprises Automobiles » (CGEA), pour exploiter la technologie de L'Avant-Train Latil, en modernisant des chariots. En 1913, Latil conçoit le TAR, un tracteur 4x4 pour remorquer des machines d'artillerie militaire. Environ 3 000 exemplaires seront produits.
En 1914, Georges Latil, fonde la Compagnie des automobiles industrielles Latil, à Suresnes. La nouvelle firme se spécialise dans les tracteurs toutes-roues motrices. En 1915, la gamme comprend des camions de 1,5 à 10 tonnes de charge utile. Sur un châssis de camion tracteur porteur à quatre roues motrices Latil TP, en 1918, crée une automitrailleuse dont l'armée française emploie quelques exemplaires au Maroc en 1920. En 1919, la firme produit aussi des véhicules pour les services municipaux.
En 1922, un tracteur Latil est équipé d’un gazéificateur de bois Vierzon. Latil Vierzon
En 1924, l'entreprise construit un nouveau tracteur pour l'exploitation agricole, forestière et les travaux publics. Aussi en 1929, Latil monte des pneus à chambre à air sur sa gamme de véhicules.
Le 22 novembre 1928, la société Charles Blum & Cie est transformée en société anonyme, sous la dénomination de « Automobiles industriels Latil », avec pour siège social le 8, quai Gallieni à Suresnes. Les actions d'« Automobiles Industriels Latil » sont cotées à la bourse de Paris.
En 1930, Latil produit des moteurs à huile lourde Gardner (en) sous licence. Georges Latil est nommé le 6 mars 1930 chevalier de la Légion d'honneur. 

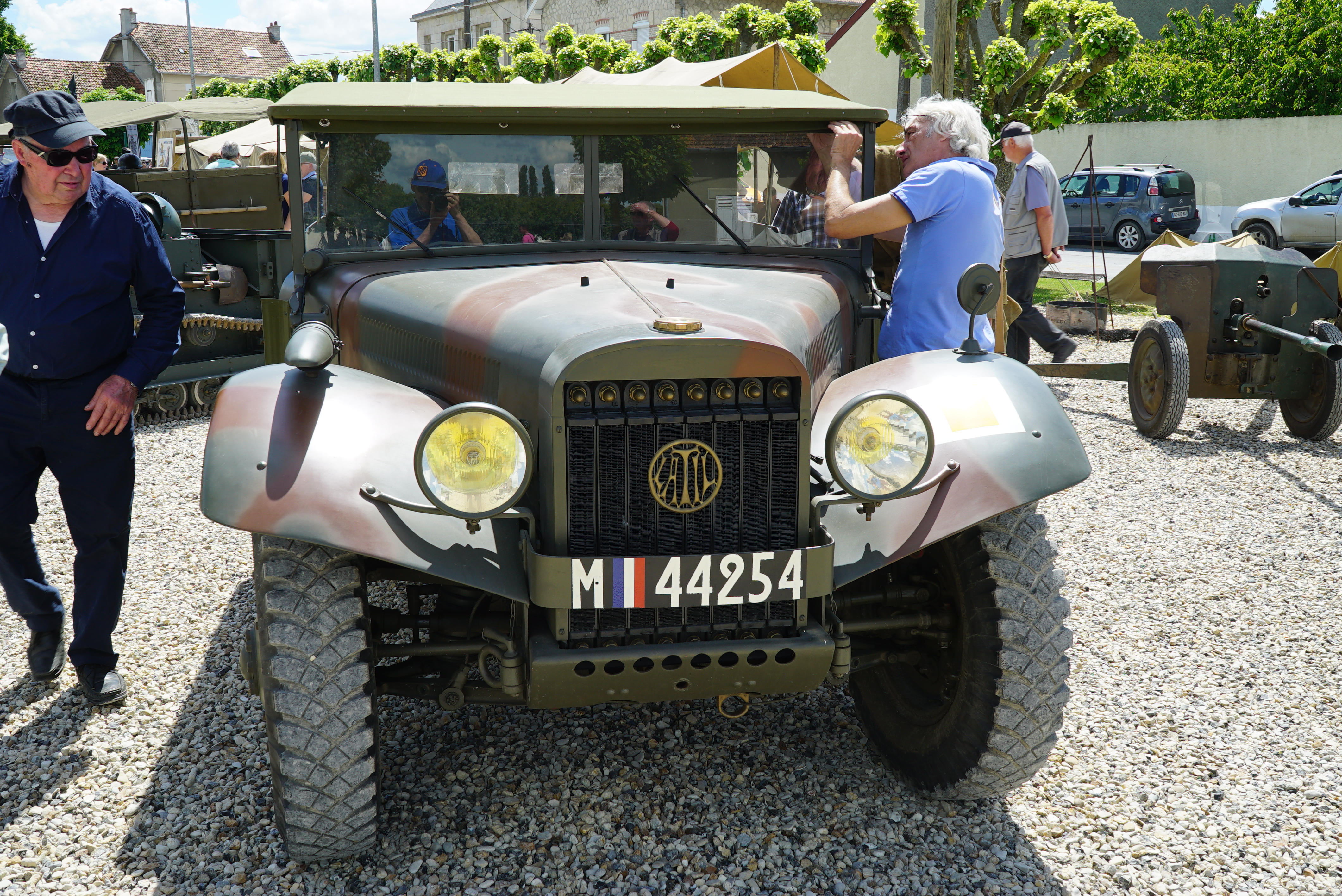
Tracteur Latil M7 T1 pour un canon de 25 anti-char.

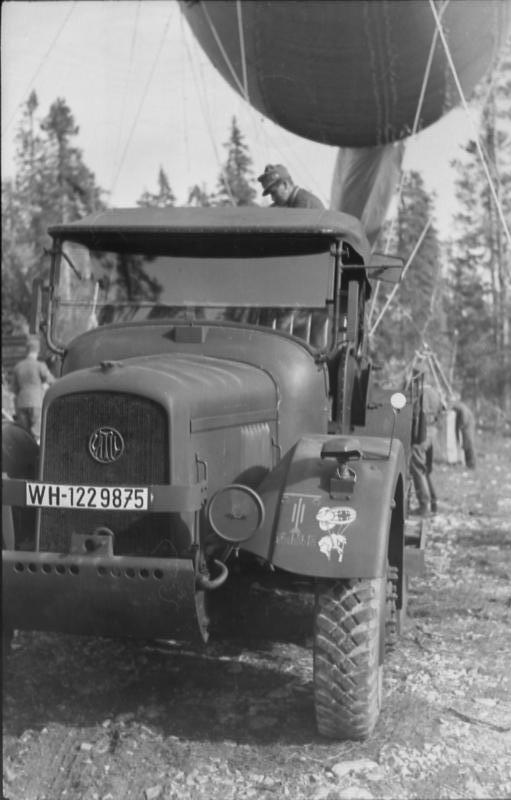
Camion Latil (M2TL6) utilisé par la Wehrmacht en Norvège en 1941.

De 1932 à 1937, les camions Latil sont construits sous licence au Royaume-Uni par Shelvoke et Drewry, sous la marque Traulier.
En 1936, Latil présente un nouveau modèle, le M2 A1 B3, avec 4,5 tonnes de charge utile, équipé d'un moteur à essence de 4 cylindres. Le véhicule est destiné après quelques transformations aux autobus et aux fourgons.
En 1939, Georges Latil cède sa compagnie à Charles Blum.
En 1939 et 1940, les véhicules Latil, produisent de grosses "Jeep", elles seront très présentes dans l'armée française, en particulier pour tracter des pièces d'artillerie.
Après la fin de la Seconde Guerre mondiale, en 1945, l’entreprise Latil redémarre très difficilement. Les commandes de tracteurs 4×4 et de véhicules spéciaux reprennent mais la production de camions routiers reste très faible. Le constructeur de Suresnes, de taille modeste, équipé d’outillage vieillissant, n’a pas les moyens industriels et financiers d’actualiser sa gamme. Malgré quelques perfectionnements, les véhicules Latil vont rester ceux d’avant-guerre.
En 1946, la firme présente quatre séries de camions au salon de Paris :
- un camion porteur de 6 tonnes de PTAC ;
- un tracteur pour semi-remorques de 14 tonnes de PTRA ;
- un tracteur agricole et forestier.

Ces trois modèles sont livrés avec un moteur Diesel 4-cylindres de 80 chevaux, une transmission manuelle à cinq rapports, et des freins à air comprimé. 
- un camion porteur de 15 tonnes de charge utile, avec un moteur Diesel de six cylindres.

En 1948, un nouveau camion à cabine avancée, le H2F A1 Y10, est produit. Il est équipé d'un moteur Diesel 6-cylindres de 8,3 litres développant 120 ch, d'une transmission à huit vitesses, offrant 26 tonnes de charge utile, et en configuration de 6 × 2.
En fin d'année 1951, le constructeur accomplit toutefois le tour de force de proposer 9 modèles de camions, tous déclinés sur la même base mécanique. Cette politique de rationalisation avait déjà été utilisée par Latil à la fin des années 1930, afin d’optimiser son outillage et les opérations d’usinage. Le constructeur a opté pour la mise en commun des principaux composants (cylindre et culasses) des moteurs fabriqués sous licence Gardner. De plus, les châssis sont les mêmes pour les camions à cabine avancée ou à capot. Chez ses concurrents, un air de modernisme souffle sur les véhicules, tournant le dos aux châssis d’avant-guerre, les nouveaux modèles Berliet, UNIC et Somua… montent désormais de nouvelles cabines modernes et ergonomiques. Latil va tenter de suivre le mouvement mais, n’ayant pas les moyens de pouvoir tout changer, va lancer l’étude d'une cabine censée donner un « coup de jeune » à ses camions mais doit respecter un cahier des charges très restrictif : la cabine doit pouvoir se monter sur l’ensemble des châssis de la marque, sans aucune modification et sans autre opération que la fixation et le raccordement des commandes mécaniques et électriques. Elle doit avoir une grande largeur avant, de manière à pouvoir être raccordée facilement sur les caisses de fourgons tôlés qui constituent une part importante de la production Latil.
En 1954, Latil propose un nouveau camion, le H16 A1 B8 A, équipé du moteur Diesel Gardner à injection directe 6-cylindres développant 150 ch, d'une boîte à 10 vitesses, de freins pneumatiques, avec 10 tonnes de charge utile, en configuration 4x2, équipée de la nouvelle cabine. Deux empattements de 3,5 et 5,0 mètres sont disponibles. Cette nouvelle cabine, mise au point entre 1953 et 1954, aux formes arrondies, a beaucoup de mal à soutenir la comparaison avec celles des marques concurrentes. Les utilisateurs déplorent les vibrations, l’isolation inefficace, le manque d'accessoires de l’aménagement intérieur (ni tablette, ni vide-poche…) mais surtout le volume et la hauteur du moteur qui occupe toute la partie centrale de l’habitacle, générant bruit et chaleur trop incommodants.
Dans un compte-rendu d’essai du Latil H16A1B8, le journaliste Pierre Lenoir écrit : « Le moteur 6 cylindres type H16 de 108×152 mm est apparu en 1936. Avec 130 ch annoncés pour 10 t, le H16A1B8 est doté d’une boîte bien étagée permettant de bonnes performances (…) La seule ombre au tableau est la cabine peu en accord avec les possibilités du châssis. La cabine est trop sommaire et inconfortable. »
Paradoxalement, ce n’est pas la mécanique d’avant-guerre qui est incriminée mais cette cabine avancée monocoque abritant un moteur encombrant et bruyant. Dans une situation idéale, châssis, mécanique et cabine doivent être étudiés en harmonie. Malheureusement, avec ses moyens trop limités, Latil n'a pu aller au-delà d'un simple « replâtrage » de ses anciens modèles…. 
Consciente de ses faiblesses structurelles, en 1955, Latil accepte de s’associer à Somua et au département poids lourds de la Régie Nationale des Usines Renault, afin de constituer Saviem LRS. Les camions H14A1B et H16AIB et leur « bouille ronde » continueront à être produits et commercialisés grâce au vaste réseau commercial Saviem, jusqu’en 1961.
En 1963, la Société des forges et ateliers du Creusot (SFAC), du Groupe Schneider, s'allient pour former la "Société Latil Batignolles", pour acquérir les droits et commercialiser les tracteurs agricoles et forestiers Latil. La nouvelle entreprise fabriquera également un chariot élévateur à fourche : Armax.
En 1974, Marcel Brimont de Reims-Prunay, de la société Brimont SA, prend le contrôle de la nouvelle entreprise.
En 1993, la société "Brimont" arrête l'activité de construction des tracteurs forestiers.